# Luizão
»Luizão« (s pravim imenom Luiz Carlos Bombonato Goulart), brazilski nogometaš, * 14. november 1975, Rubinéia, Brazilija.
Sodeloval je na nogometnemu delu poletnih olimpijskih iger leta 1996.